# Port lotniczy Jorge Wilstermann
Port lotniczy Jorge Wilstermann – port lotniczy zlokalizowany w boliwijskim mieście Cochabamba.

## Linie lotnicze i połączenia
- Aerosur (Buenos Aires-Ezeiza, La Paz, Madrid, Santa Cruz de la Sierra, Sucre, Tarija, Uyuni, Cobija)
- Transporte Aéreo Militar (Santa Cruz, La Paz, Sucre, Tarija, Yacuiba, TRinidad, Riberalta)
- Línea Aérea Amaszonas (Trinidad)
- Aerocon (Trinidad, Santa Cruz)
- TAM Mercosur (Asunción, Buenos Aires-Ezeiza)